# Hackelia uncinata
Hackelia uncinata là loài thực vật có hoa trong họ Mồ hôi. Loài này được (Benth.) C.E.C.Fisch. mô tả khoa học đầu tiên năm 1932.